# La Bruja Salguero
María de los Ángeles Salguero (La Rioja, 2 de agosto de 1972), conocida como la Bruja Salguero, es una cantante de raíz folklórica argentina, referente de la nueva generación de artistas populares. Distinguida con el Premio Konex de Platino 2015 como la Mejor Cantante de Folklore de la Década. Consagración del Festival de Cosquín 2017 y Premio Gardel 2017 con su disco Norte. Se caracteriza por interpretar obras populares de autores alejados del circuito comercial pero que describen el país actual de manera profunda y creativa.
Cantó en los escenarios junto a Raúl Carnota, Pedro Aznar, Julia Zenko, Peteco Carabajal, Juan Carlos Baglietto, Jairo, Patricia Sosa, Lito Vitale, Horacio Fontova, Soledad, Teresa Parodi, Marián Farías Gómez, Bruno Arias, Tonolec, Ramón Navarro, Eruca Sativa, Marcela Morelo, entre otros.

## Biografía

### Su infancia

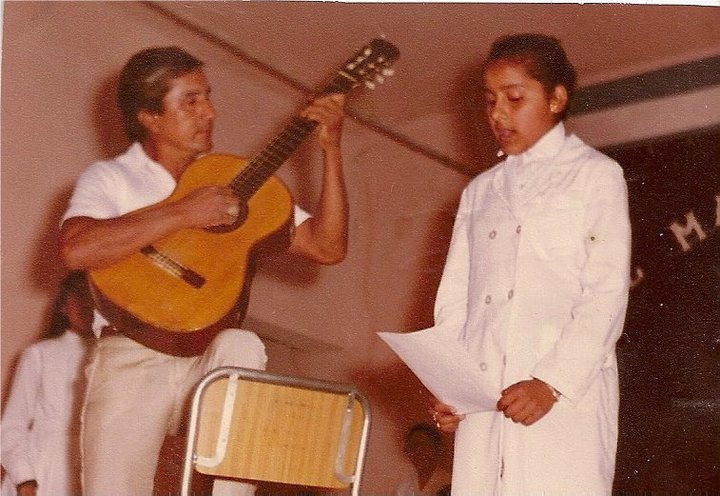
La Bruja Salguero junto a su padre, "Tino" Salguero.

María de los Ángeles Salguero nació el 2 de agosto de 1972 en la ciudad de La Rioja. Creció en el Barrio Matadero en el seno de una familia de trabajadores. Su padre, Tino Salguero, fue albañil, músico, poeta y cantor. Su madre, Emma Saturnina Valencio, fue enfermera en el sanatorio Ferroviario. De pequeña ayudó a su padre, junto a sus dos hermanos, en los trabajos de la construcción. Tino, que integró el grupo Los chayeros de pampa y cielo ―junto a José Jesús Oyola y Severo Oyola― le enseñó las primeras técnicas de canto. Sorprendía la calidad de su voz, su dulzura, potencia y afinación natural. Su familia era de clase media baja, por lo que la única música que llegaba era a través de la radio, y fue la voz de Mercedes Sosa la que marcó parte de su camino, y luego, con la llegada de los discos, Julia Zenko. A los 9 años descubrió que su canto emocionaba cuando en una fiesta por el Día de la Madre terminó de cantar «Regalito» (de Horacio Guarany), abrió los ojos y vio a las madres llorando. Eso marcó su carrera para siempre. Ingresó al Centro Polivalente de Arte donde se recibió en el año 1989 como maestra nacional de Danzas folklóricas, ya que amaba bailar, pero los profesores de música siempre la convocaban para cantar en los certámenes intercolegiales (Saldán, Cosquín, Laborde, etc.). Fue en el Polivalente donde sus compañeros la apodan la Bruja, aunque aún no lo adopta como nombre artístico.

### Adolescencia y juventud
La Bruja debuta profesionalmente a los 12 años en el Festival Nacional de la Chaya. Se casa (1992) a los 19 años con Nélson Scalisi (músico) y da a luz a su primera hija Gabriela. Con él comienza su carrera discográfica grabando el primer casete llamado "De ventana abierta", título de una zamba de Camilo Matta y Alberto Sará (Los Andariegos). En este trabajo La Bruja grabó "Milonga del si volviera" de Julio Lacarra, "Aires pa' doña vida" de Pica Juárez, "Madurando sueños" de Chacho Echenique, "Dorotea la cautiva" de Ariel Ramírez y Félix Luna, "Mi primera soledad" de Hugo Figueroa y Armando Tejada Gómez, entre otros. Este trabajo fue editado por Copegraf Ltda. editora de Diario El Independiente y la instala como la voz femenina más representativa de su provincia. Se recibe en el año 1996, del Instituto Superior de Arte y Comunicación de La Rioja, como Profesora Superior de Danzas Nativas y Folklore. Y ejerce, a la par, su vocación como docente.

### La Rioja, carrera discográfica
Luego de transitar toda la provincia presentando su primer trabajo como "María de los Ángeles Salguero", edita su segundo disco y lo titula "La Bruja" para definir así su apodo como nombre artístico. Ya sin Scalisi a su lado, en 1998 comienza otra etapa musical con músicos jóvenes de su provincia como Jorge Castro, Cristian Romero, Víctor Carrión, Marcelo Marcos, Ricardo Rodríguez, Duilio Maldonado, Kike Álamo y Malena Cabral. Este disco tiene características de fusión con otro géneros, destacándose "Todos los días un poco" de León Gieco y Luis Gurevich, "Fin de carnaval" de Silvina Garré, "Pecado de Juventud" de Raúl Carnota, "Melodía para un regreso" de Néstor Basurto y "Por la huella" de David Levi. En 2002 ingresa Luis Chazarreta y hacen juntos, de nuevo con un sonido guitarrístico y clásico, el disco "Gualicho" con obras de Pancho Cabral, Cuchi Leguizamón, José Pedroni, Ramón Navarro, entre otros. En el año 2005 graba "La torcida" inspirada en la chacarera de Jorge Fandermole donde incorpora las cuerdas de Daniel Falasca y Kristine Bara. Todos estos trabajos fueron grabados de manera independiente.

### Buenos Aires, el desarraigo
Se casa en 2001 con el locutor y periodista Facundo Herrera y en el 2003 nace en La Rioja su segunda hija, Julieta. En el año 2007 debe abandonar su provincia luego de que quien era su marido y productor artístico, es convocado para trabajar en Canal 7 junto a Juan Alberto Badía en el ciclo Estudio País 24. Ese año nace, en Buenos Aires, Mateo, su hijo menor. Fue una etapa muy difícil ya que al desarraigo se le había sumado el alejamiento momentáneo de su carrera. Al año siguiente y amamantando a Mateo, graba su quinto disco Flor de retama con los arreglos y la dirección de Daniel Homer. La grabación se hizo en los Estudios ION a cargo del Jorge "El Portugués" Da Silva con la participación de Juan Carlos Baglietto, Peteco Carabajal, Franco Luciani y Ricardo Nolé como invitados. El disco fue editado por B&M Registros de Cultura de la ciudad de La Plata. En el año 2009 gana el Premio Clarín como Revelación de Folklore. En el 2010 es convocada a participar de los 50 años del Festival Nacional de Cosquín en un espectáculo integral Homenaje a María Elena Walsh junto a Verónica Condomí, Paola Bernal y Laura Albarracín. También integra Cantoras del Alto Sol junto a Ángela Irene y Mónica Abraham. En el año 2011 convoca a Ernesto Snajer para buscar otros sonidos y proyecciones de su música y graba "Caja de luna" con Liliana Herrero como invitada, edita Acqua Records. La prensa lo elige como uno de los 10 mejores discos del año. Presenta su trabajo en el Teatro SHA de Buenos Aires y luego en Catamarca, La Rioja, Rosario, Córdoba y La Plata. En el 2013 integra el espectáculo "Cancioneras" junto a Lorena Astudillo, Mónica Abraham y Chiqui Ledesma. En el año 2014 es elegida Consagración del Festival de Música Popular de Baradero en su 40 años de vigencia. Presenta en el ND/Teatro el espectáculo "Madre Tierra" junto a Bruno Arias con el que luego graba "Madre tierra" un disco a dúo Ganador de los Premios Gardel 2015. En el 2015 graba, en Estudio Fort Music, "Grito interior", con un profundo mensaje poético, bajo la dirección musical de Popi Spatocco tiene como invitados a Estela de Carlotto, Jorge Cumbo, Bruno Arias, Facundo Guevara y Oscar Miranda, es editado por Alfíz Producciones / Sony Music. Ese mismo año obtiene el Premio Konex de Platino, a la "Mejor Cantante de Folklore de la Década". En el año 2016 participa, junto a varios artistas, del espectáculo "Te regalo una canción" bajo la dirección de Lito Vitale. En el 2017, es premiada con la  "Consagración Festival de Cosquín. Ese mismo año graba, en Estudios Fort Music, "Norte", bajo la dirección musical de Luis Gurevich y pre-producción de Bruno Arias, tiene como invitados a Facundo Ramirez, Tino Salguero, Ramón Navarro ( hijo), y Diego Rolón, es editado por DBN y gana los Premios Gardel 2017. En el 2019 participa, junto a varios artistas, del homenaje "Traigo un pueblo en mi voz ", dedicado a Mercedes Sosa, bajo la dirección de Popi Spatocco. Es invitada por Eruca Sativa a cantar en el Cosquín Rock 2019. Ese mismo año es elegida por Facundo Ramirez para ser la voz solista, en una nueva versión de Mujeres Argentinas, la obra de Ariel Ramirez y Felix Luna, que cumplía 50 años, a fines de ese mismo año se graba en vivo en el CCK el disco Mujeres Argentinas 50 años, se edita, después de la pandemia mundial de Covid-19, por Epsa Music y es nominado a los Premios Gardel 2021 como "Mejor álbum en vivo". En el 2020 participa, junto a varios artistas, en el homenaje a Mercedes Sosa en el Teatro Colon bajo la dirección de Lito Vitale. Forma un dúo junto a Lula Bertoldi y participan en varios eventos. Graba un sencillo "Tierra tan solo" junto a Martha Gomez. En el 2021, participa, junto a varios artistas, en la "Experiencia Piazzolla en el Konex", al cumplirse los 100 años del nacimiento de Astor Piazzolla, y en el homenaje, en el CCK, a los 100 años del nacimiento de Ariel Ramírez, también ese año es invitada junto a Guillermo Fernandez por la Orquesta de Música Argentina "Juan de Dios Filiberto". En 2022 edita el disco "Kairos" junto a Mariano Delgado. En 2023 es invitada por la Orquesta Sinfónica de Avellaneda junto a otros artistas y empieza a grabar un nuevo disco solista. En 2024 es invitada por la Orquesta Provincial OFP de Corrientes para la Fiesta Nacional del Chamamé. Participa, junto a otros artistas en el disco homenaje a Mercedes Sosa "Mercedes Florecida", edita el disco "Mujer de Albahaca" con músicos invitados como Lito Vitale, Lisandro Aristimuño, Raly Barrionuevo, Enrique Espinosa y Lula Bertoldi, que es presentado en La Trastienda.
- 2017: "Norte", DBN.
- 2021: "Mujeres Argentinas 50 años" junto a Facundo Ramírez, Epsa Music.

## Agrupaciones que integró
- Dúo Amanecer con Sergio Galleguillo.
- Serviñaku con Kike Álamo y Marcelo Chanampa (Dir. Pica Juárez).
- Las Brujas junto a Alejandra Herrera, Ana Galleguillo y Silvina Molina (Dir. Camilo Matta).
- Madre Tierra junto a Bruno Arias.

## Espectáculos que integró
- La Cantata riojana
- Padrecito de los pobres
- Homenaje a Monseñor Enrique Angelelli
- Homenaje a María Elena Walsh
- Cantoras del Alto Sol
- Traigo un pueblo en mi voz (de Mercedes Sosa)
- Cancioneras
- Madre Tierra
- Te regalo una canción
- Experiencia Piazzolla en el Konex

## Discografía
- 1995: De ventana abierta, independiente.
- 1998: La Bruja, independiente.
- 2002: Gualicho, independiente.
- 2005: La torcida, independiente.
- 2009: Flor de retama, ByM Registros de Cultura.
- 2011: Caja de luna, Acqua Récord´s
- 2014: Madre Tierra junto a Bruno Arias, independiente-DBN.
- 2015: Grito interior, Alfíz Producciones-Sony Music.
- 2017: Norte, DBN.
- 2021: Mujeres Argentinas 50 años junto a Facundo Ramírez, Epsa.
- 2022: Kairos, Ciclo3 junto a Mariano Delgado
- 2024: Mujer de Albahaca, Ave Fenix.

## Premios y nominaciones

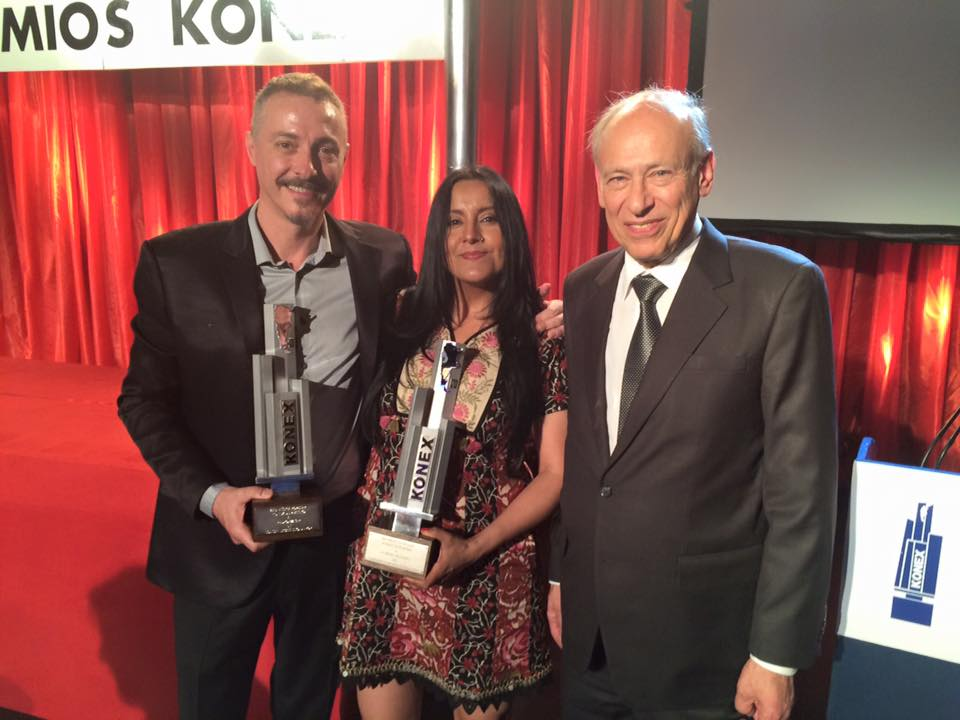
La Bruja Salguero junto a Pedro Aznar y Luis Ovsejevich recibiendo el Premio Konex de Platino 2015 como Mejor Cantante de Folklore de la Década. Premio que recibieron Mercedes Sosa 1985, 1995 y Liliana Herrero 2005.

- 1998 - Premio Consagración de la Chaya.
- 2004 - Premio Consagración Festival de la Canción Fénix.
- 2008 y 2011 - Nominada Premios Atahualpa.
- 2009 - Premio Clarín Revelación de Folklore.
- 2012 - Premio Cóndor de Fuego
- 2014 - Premio Consagración del Festival de Música Popular, Baradero.
- 2015 - Premio Gardel junto a Bruno Arias, disco "Madre Tierra".
- 2015 - Premio Konex de Platino, Mejor Cantante de Folklore de la Década.
- 2017 - Premio Consagración Festival de Cosquín.
- 2017 - Premio Gardel con su disco "Norte".
- 2021 - Nominación Premio Gardel - Mejor Álbum en Vivo, con el disco "Mujeres Argentinas 50 años", junto a Facundo Ramírez.